# Уоллер, Роберт Джеймс
Роберт Джеймс Уоллер (англ. Robert James Waller; 1 августа 1939, Чарльз-Сити, штат Айова, США — 10 марта 2017, Фредериксберг, Техас, США) — американский писатель, наиболее известный благодаря роману «Мосты округа Мэдисон», имевшему огромный успех после своего выхода в 1993 году. Также успешно занимался  фотографией и музыкой.

## Биография
В 1962 году получил степень бакалавра, в 1964 году — магистра после окончания Университета Северной Айовы (на тот момент известном как Педагогический колледж штата Айова). В 1968 году после окончания Имел Школы бизнеса Келли Индианского университета в Блумингтоне ему также была присвоена степень доктора философии в сфере бизнеса.
В том же году он начал преподавать менеджмент и экономику в Университете Северной Айовы, в 1977 году получил должность профессора. В 1980 году был назначен  деканом факультета бизнеса, в 1986 году вышел в отставку. В 2000 году сделал «семизначное пожертвование» в фонд Университета штата Индиана.
Занявшись писательством, в 1992 году отдал  в издательство свой первый роман — «Мосты округа Мэдисон». Несколько месяцев книга находилась  в списке бестселлеров New York Times. В 1993 году она была признана бестселлером года. Не меньший успех ждал и фильм, снятый по роману в 1995 году Клинтом Иствудом.
В браке с Джорджией Энн Уидемейер родилась  дочь Рэйчел.

### Романы
- Мосты округа Мэдисон (1992; в  Великобритании вышел как Любовь в чёрно-белом)
- Медленный вальс в Сидар-Бенд (1993)
- Бойня в Пуэрто Валларта (1995)
- Пограничная музыка (1995)
- Страна тысячи дорог: эпилог к Мостам округа Мэдисон (2002)
- Танго высоких равнин (2005)
- Долгая ночь дорогого  Уинчелла (2007)

### Коллекционные произведения
- Только за огнём (1988), издательство  Государственного университета Айовы; 1-е  издание (1988 год)

### Нехудожественная литература
- Одной хорошей дороги достаточно (1990)
- Айова: Перспективы сегодня и завтра (1991)
- Старые песни в новом кафе (1994)
- Картинки (1994) [5]
- Летние ночи никогда не заканчиваются ... Пока они не делают: жизнь, свободу и соблазн краткосрочными   (2012)